# Francesco Maria Balbi
Francesco Maria Balbi (ur. 1671, zm. 1747) – polityk genueński.
Przez okres od 26 stycznia 1730 do 26 stycznia 1732 roku Francesco Maria Balbi pełnił urząd doży Genui.